# Église Notre-Dame-de-Lourdes de Jette
L'église Notre-Dame-de-Lourdes (en néerlandais : Onze-Lieve-Vrouw van Lourdeskerk) est un édifice religieux catholique sis à Jette, commune du nord-ouest de la Région Bruxelles-Capitale (Belgique). Construite en 1949 en style roman moderne, l’église est le lieu de culte de la paroisse catholique. Une communauté gréco-catholique ukrainienne qui a pour patron Saint Volodymyr s'y est également installée. 

## Histoire
Une grotte de Lourdes existe à la rue Léopold Ier, au 296, depuis 1916 dans un quartier alors encore rural de Jette, à côté d’une chapelle mariale datant de 1913, qui prit le nom de ‘chapelle Notre-Dame-de-Lourdes’. L’architecte en est Octave Tondeleir. Cette grotte a fait l'objet de nombreux pèlerinages surtout dans la période troublée de la Première Guerre mondiale. 
Vu l'affluence, la chapelle s'avère rapidement trop petite et la construction d'une église de plus grande dimension est envisagée puis édifiée à quelques centaines de mètres de la chapelle. Œuvre de l’architecte Chrétien Veraart l’église est construite en briques, avec des éléments de béton. Une imposante tour-clocher carrée se hisse au-dessus du portail d’entrée. Couronnant la principale porte d’entrée le tympan illustre une scène de la vie de la Vierge Marie.  L’église fut inaugurée et ouverte au culte en 1949. 
Depuis 1965 l'église possède un orgue dont le facteur est Jos Stevens
A l'arrivée de la communauté ukrainienne, une très belle iconostase a été installée dans le chœur. 
Urbanistiquement le quartier fut aménagé en fonction de l’église qui occupe une place centrale, là où l'avenue Notre-Dame-de-Lourdes se sépare en deux bandes de circulation séparées à son aboutissement à l'avenue Charles Woeste.

## Grotte de Lourdes
A quelques centaines de mètres au Nord-Est, sur la rue Léopold Ier se trouve la grotte Notre-Dame de Lourdes et son site. Édifiée au début du XXe siècle et populaire auprès des pèlerins, elle donna son nom au quartier.